# Municipi de Varde
El municipi de Varde és un municipi danès que va ser creat l'1 de gener del 2007 com a part de la Reforma Municipal Danesa, integrant els antics municipis de Blaabjerg, Blåvandshuk, Helle (excepte la parròquia de Grimstrup que va decidir integrar-se al municipi d'Esbjerg), Ølgod i Varde. El municipi és situat a la costa oest del sud de la península de Jutlàndia, a la Regió de Syddanmark, abastant una superfície de 1255 km² travessada pel riu Varde.
Dins del municipi es troba Blåvands Huk, un promontori de la costa de Jutlàndia que és el punt més occidental de Dinamarca.
La ciutat més important i seu administrativa del municipi és Varde (13.054 habitants el 2009). Altres poblacions del municipi:
- Agerbæk
- Alslev
- Ansager
- Årre
- Billum
- Fåborg
- Henne Stationsby
- Horne
- Janderup
- Kvong
- Lunde
- Næsbjerg
- Nordenskov
- Nørre Nebel
- Nymindegab
- Oksbøl
- Ølgod
- Øster Vrøgum
- Outrup
- Sig
- Skovlund
- Tinghøj
- Tistrup
- Tofterup

## Consell municipal
Resultats de les eleccions del 18 de novembre del 2009:
| Partit                       | vots  | % vots |
| ---------------------------- | ----- | ------ |
| Socialdemokratiet            | 4461  | 17,9   |
| Det Radikale Venstre         | 357   | 1,4    |
| Det Konservative Folkeparti  | 2023  | 8,1    |
| Socialistisk Folkeparti      | 1733  | 6,9    |
| Lokallisten                  | 2353  | 9,4    |
| Dansk Folkeparti             | 1620  | 6,5    |
| Venstre                      | 12243 | 49,0   |
| Enhedslisten - De Rød-Grønne | 169   | 0,7    |

### Alcaldes
| Alcalde       | Període               | Partit  |
| ------------- | --------------------- | ------- |
| Gylling Haahr | 1-1-2007 a 31-12-2009 | Venstre |
|               | 1-1-2010 a 31-12-2013 |         |